# Honey (album)
Pour les articles homonymes, voir Honey.
Albums de Yui Sakakibara
Yuithm
(2006) Princess
(2007)
Singles
Honey est le 2e album de Yui Sakakibara, sorti sous le label LOVE×TRAX Office le 22 septembre 2006 au Japon. Il arrive 109e au classement de l'Oricon et reste classé pendant 2 semaines pour un total de 2 323 exemplaires vendus.

## Liste des titres
| 1.  | Honey                                          | 4:09 |
| 2.  | Refrain                                        | 3:45 |
| 3.  | Favorite Love                                  | 4:04 |
| 4.  | Doki Doki ga Tomaranai (Doki Dokiが止まらない) | 3:33 |
| 5.  | Yoru ga Kuru Tabi (夜がくるたび)               | 5:14 |
| 6.  | You make me!                                   | 4:56 |
| 7.  | Wake me up!                                    | 4:07 |
| 8.  | Kanata (彼方)                                  | 4:51 |
| 9.  | Beautiful Harmony                              | 4:59 |
| 10. | Koisuru Tokei (恋するとけい)                   | 4:37 |
| 11. | Shining Orange                                 | 6:15 |
| 12. | Happy Birthday!                                | 4:25 |
| 13. | One Day                                        | 3:44 |
| 14. | Kono Hanasaku Koro (此の花咲ク頃)              | 4:33 |
| 15. | Love×2♪song (English ver)                      | 6:59 |